# Szőnyi Tibor
| Szőnyi Tibor                              | Szőnyi Tibor                                 |
| Kattints az alábbi külső linkek egyikére! | Kattints az alábbi külső linkek egyikére!    |
| ----------------------------------------- | -------------------------------------------- |
| Nem található szabad kép.(?)              |                                              |
| külső link · jogvédett                    | Kommunista vezetők. Életrajzok. Szőnyi Tibor |

Szőnyi Tibor (született Hoffmann Tibor, Budapest, Erzsébetváros, 1903. december 30. – Budapest, Józsefváros, 1949. október 15.) orvos, magyar kommunista politikus, a Rajk-per egyik elítéltje.

## Családja
Szülei Hoffmann Sámuel (1871–1929) fakereskedő, üzletvezető és Hoffmann Gizella (1878–?) voltak. Felesége dr. Tamás Piroska orvos volt, akivel egy évig élt házasságban.

## Élete

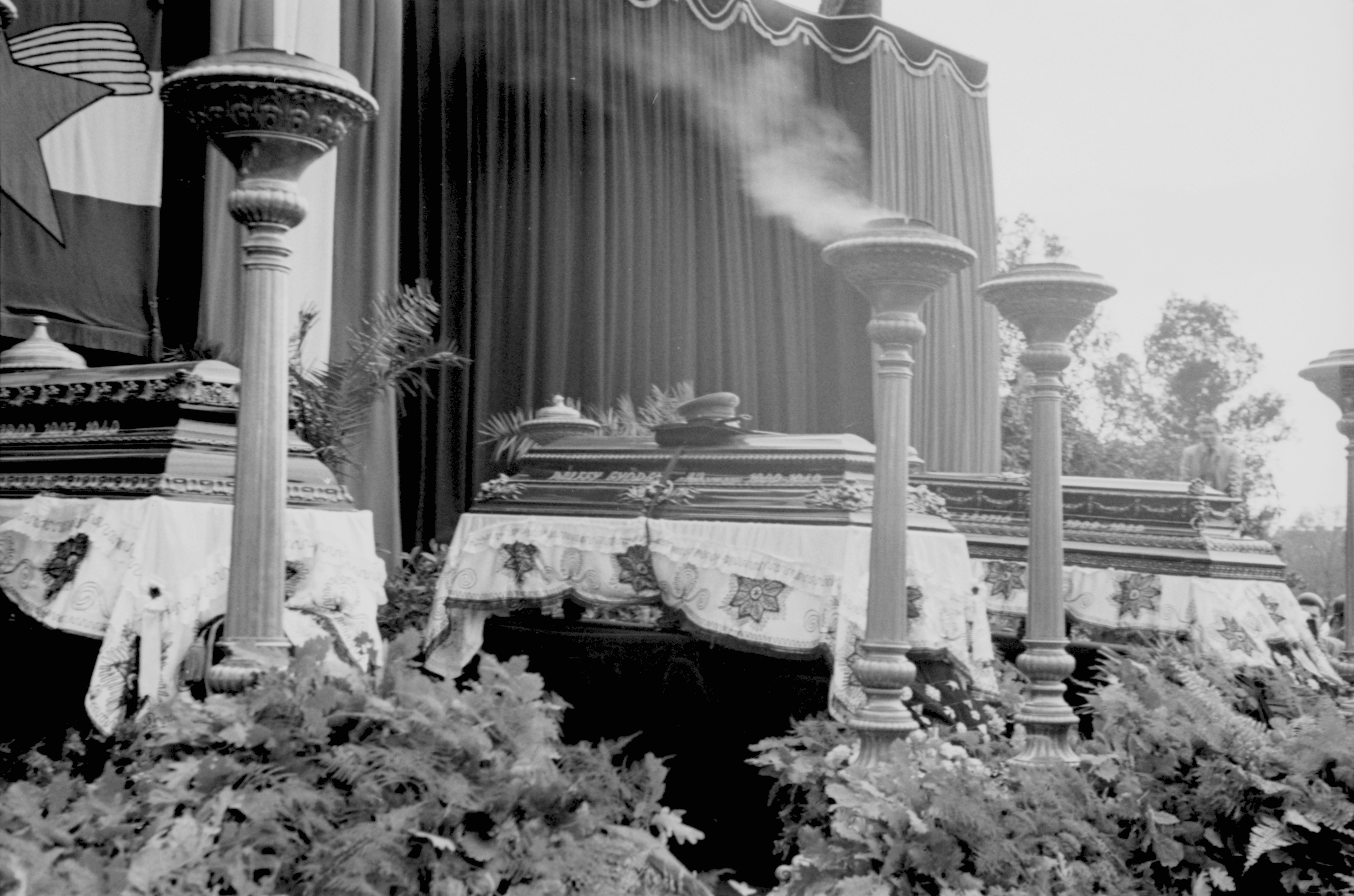
A felravatalozott koporsók az újratemetésen

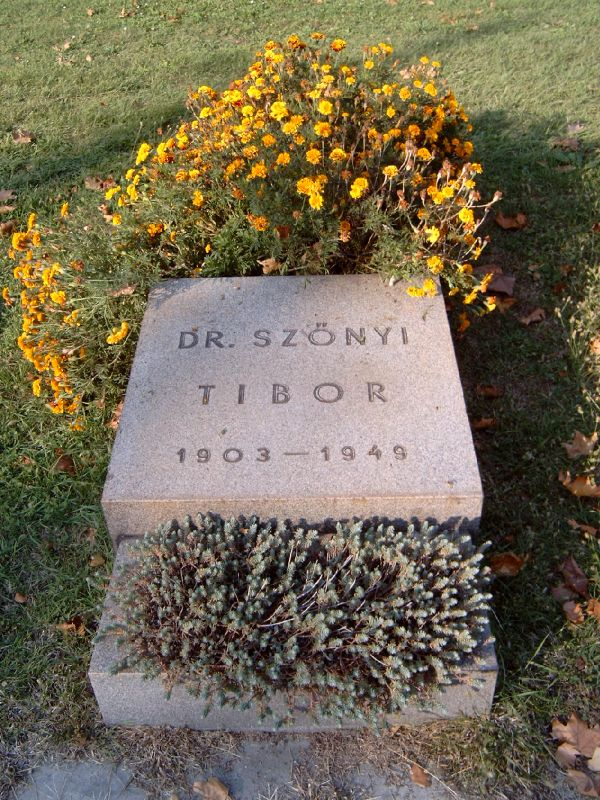

Bécsben orvosi tanulmányokat folytatott, a diploma megszerzése után hazatért és 1930-ban a KMP tagja lett. 1932-ben pártutasításra elmenekült az országból, hogy letartóztatását elkerülje. Előbb Bécsbe, majd miután innen is menekülni kényszerült, 1936-ban Prágába ment, ahol a Kommunista Párt keretében tevékenykedett. Csehszlovákia 1939-es német megszállása után Svájcba menekült, ahol a zürichi egyetem ideggyógyászati klinikáján helyezkedett el. Ott elismerést kiváltó kutatásokat is végzett. A második világháború alatt Svájcban az antifasiszta Magyar Nemzeti Függetlenségi Frontot vezette. 1945 elején az amerikai hírszolgálat (OSS) és Josip Broz Tito szerb partizánjainak köszönhetően visszatért Magyarországra, ahol a háború után az MKP keretein belül a Szervező Bizottság titkárságának vezetője volt 1947 márciusáig. 1947-től országgyűlési képviselő is volt. 1949-ben Kossuth-érdemrenddel tüntették ki.
1949-ben Rákosi Mátyás és köre letartóztatta az amerikaiaknak és jugoszlávoknak való kémkedés vádjával. Erőszakkal rákényszerítették, hogy Rajk Lászlót vallja főnökének, mivel Rajk Rákosi konkurense volt, így Rákosi mindenáron meg akart szabadulni tőle és híveitől. Szőnyi kikényszerített vallomása alapján egy koncepciós perre került sor, amely köré több mellékper is épült, így az eredmény egy nagy arányú tisztogatás lett az MDP-n belül. Szőnyi Tibort a Rajk-per-ben 2. rendű vádlottként halálra ítélték, majd Rajk Lászlóval és Szalai Andrással együtt kivégezték. A kivégzetteket jeltelen sírba temették. Halálesetét 1949-ben a VIII. kerületben regisztrálták 2270-es folyószám alatt, s halálának okaként akasztást, illetve fulladást tüntettek fel.
1953-ban meghalt Sztálin, akinek egy belpolitikai harc után Nyikita Szergejevics Hruscsov lett az utódja. Hruscsov igyekezett enyhíteni a nyugati hatalmakkal való feszélyezett kapcsolaton, ezért elítélte a Sztálin uralma alatt elkövetett bűnöket, valamint Jugoszláviába látogatott, ahol tisztázta Titót azon vád alól, miszerint „az imperialisták láncos kutyája”. Ezzel megdőlt az a vád, amely miatt Rajkékat elítélték és a magyar politikai vezetésre nagy nyomás hárult az elítéltek rehabilitálása végett. Végül is 1955. november 25-én semmisnek nyilvánították az ellenük hozott halálos ítéletet, majd kénytelen-kelletlen 1956. október 6-án újratemették Rajkot, Szőnyit, Szalait, valamint Pálffy Györgyöt, akit szintén a Rajkkal való kapcsolata miatt végeztek ki. Temetésük tüntetéssé vált a kommunista hatalom ellen.